# Agostino Gambino
Agostino Gambino (Genova, 6 luglio 1933 – Roma, 2 ottobre 2021) è stato un giurista italiano, già ministro della Repubblica, è il presidente onorario dell'Associazione Internazionale di Diritto delle Assicurazioni (AIDA).

## Biografia
È stato Ministro delle poste e delle telecomunicazioni dal 17 gennaio 1995 al 17 maggio 1996 nel governo Dini. Cavaliere di Gran Croce dell’Ordine al Merito della Repubblica Italiana, si è laureato in giurisprudenza con il massimo dei voti. Si è perfezionato in diritto delle assicurazioni sia all'università di Heidelberg che all'università di Amburgo. 
Avvocato dal 1958, allievo e assistente di Alberto Asquini, divenne professore di ruolo all'università nel 1965. Ha insegnato diritto commerciale e diritto fallimentare presso le università di Sassari, Venezia e alla Sapienza di Roma. È stato nominato professore emerito di diritto commerciale nel 2005.
È condirettore della Rivista di diritto commerciale, di Giurisprudenza commerciale e di Assicurazioni, inoltre è Presidente Onorario della Sezione italiana della Associazione Internazionale di Diritto delle Assicurazioni (AIDA) e Presidente internazionale onorario dell'Associazione.
È stato membro del Consiglio di amministrazione di diverse Società, bancarie, tra le quali la Banca Nazionale dell'Agricoltura, e assicurative, MEIE e Fata. Ha rivestito l'incarico collegiale di commissario governativo della Federazione Italiana dei Consorzi Agrari.
A seguito del dissesto del Banco Ambrosiano e delle banche e società estere da esso possedute, è stato co-presidente della Commissione internazionale mista, nominata dalla Santa Sede e dal Governo Italiano per l'accertamento dei rapporti tra il Gruppo Banco Ambrosiano e l'Istituto per le Opere di Religione.
È stato componente di diverse Commissioni legislative:
- Ministero Grazia e Giustizia per la riforma delle società di capitali, per la formazione di uno Statuto dell'impresa a seguito della riforma della legge fallimentare,
- Ministero delle Partecipazioni Statali per la riforma del sistema giuridico delle partecipazioni statali stesse,
- Ministero dell'Industria, per la redazione della legge sull'amministrazione straordinaria delle grandi imprese e, poi, per la riforma legislativa di essa,
- Commissione per l'intervento pubblico nelle imprese in crisi.

Nel 1994 è stato membro della Commissione governativa dei cosiddetti "tre saggi" incaricati di elaborare una soluzione legislativa ai problemi dei conflitti di interessi tra l'attività di governo e le proprietà ed incarichi personali del presidente del Consiglio dei Ministri Silvio Berlusconi.

## Opere
È autore in vari settori del Diritto commerciale di volumi - per uno dei quali,  L'assicurazione nella teoria dei contratti aleatori, gli è stato attribuito il premio internazionale dell'Accademia dei Lincei - nonché di oltre 150 saggi pubblicati dalle principali riviste giuridiche italiane e taluni tradotti e pubblicati in lingua tedesca, inglese, francese, spagnola e giapponese tra cui:
- L'assicurazione nella teoria dei contratti aleatori - ISBN 9788849527735
- Fondamenti di diritto commerciale vol.1 - ISBN 8834874226
- Impresa e società di persone - ISBN 9788834888537
- Società di capitali - ISBN 9788892109001